# Златист морски костур
Златистите морски костури (Sebastes marinus) са вид актиноптери от семейство Скорпенови (Scorpaenidae).
Таксонът е описан за пръв път от Петер Асканиус през 1772 година.

## Подвидове
- Sebastes marinus viviparus